# اچ‌ام‌اس لدشام (ام۲۷۰۶)
اچ‌ام‌اس لدشام (ام۲۷۰۶) (به انگلیسی: HMS Ledsham (M2706)) یک کشتی بود که طول آن ۱۰۶ فوت ۶ اینچ (۳۲٫۴۶ متر) بود. این کشتی در سال ۱۹۵۴ ساخته شد.